# Período legislativo de 1953 a 1958 de Costa Rica
| 30 PLN 11 PD | 3 PRN 1 PUN |

PLN
PD
PRN
PUN

El Período Legislativo de Costa Rica de 1953 a 1958 abarcó del 1 de noviembre de 1953 al 30 de abril de 1958 y fue el segundo período de funcionamiento de la Asamblea Legislativa desde la restauración de la democracia tras finalizar la Guerra Civil de 1948 y habiéndose promulgado oficialmente la Constitución Política de 1949. El mismo emanó de unas elecciones bajo un ambiente de amplia tensión política y donde las garantías democráticas no estaban aún completamente consolidades. Todavía el calderonismo y el comunismo estaban proscritos, y sus líderes en el exilio, así como el propio expresidente Rafael Ángel Calderón Guardia había sido declarado traidor a la patria.
Este fue el primer período legislativo en la historia registrada en tener un diputado afrodescentiente, el diputado Alex Curling del Partido Liberación Nacional. Así como fue la primera legislatura en contar con participación femenina con las diputadas liberacionistas Ana Rosa Chacón, Estela Quesada y María Teresa Obregón.

## Historia
El Ejército de Liberación Nacional, uno de los bandos vencedores de la guerra, liderado por el caudillo José Figueres Ferrer, se convierte en partido político bajo el nombre de Partido Liberación Nacional, y participa en las elecciones presidenciales postulando a Figueres como candidato. El Tribunal Electoral Nacional anula la candidatura del principal rival de Figueres, Mario Echandi Jiménez del Partido Unión Nacional, por lo que Figueres enfrenta a un candidato mucho más fácil de vencer, Fernando Castro Cervantes del Partido Demócrata. Liberación Nacional vence holgadamente y obtiene una abrumadora mayoría parlamentaria de 30 diputados; mucho más que todos los demás partidos juntos. 
Para añadir tensión a la situación política, en 1955 los calderonistas en el exilio realizan una intentona de invasión incursionando desde el norte a través de Nicaragua con el apoyo de los aliados políticos de Calderón, Anastasio Somoza Debayle de Nicaragua, Marcos Pérez Jiménez de Venezuela y Carlos Castillo Armas de Guatemala. La invasión fue un fracaso y fue efectivamente repelida por el gobierno de Costa Rica, pero causó que a Mario Echandi, quien ya se perfilaba como líder opositor, se le acusara de estar confabulado con los invasores y que iba a ser uno de los futuros ministros de Calderón. Acusación que Echandi negó. Le fue retirado su fuero parlamentario, junto al diputado republicano Guillermo Jiménez acusado también de colaboracionista, para ser investigados, a pesar de la indignación de la oposición que desalojó el plenario en señal de protesta. Si bien, finalmente Echandi y Jiménez fueron exonerados.

## Leyes aprobadas
Ley Orgánica del Instituto Nacional de Vivienda y Urbanismo (INVU), Ley Orgánica del Instituto Costarricense de Turismo (ICT) y Ley Orgánica del Consejo Nacional de Producción (CNP), la Ley de Sueldo Adicional de Servidores Públicos y la Ley de Sueldo Adicional de Servidores en Instituciones Autónomas.

## Presidentes Legislativos
| Presidente del Congreso | Legislatura                   | Partido político |
| ----------------------- | ----------------------------- | ---------------- |
| Otto Cortés Fernández   | 1957-1958 1956-1957           | PLN              |
| Gonzalo Facio Segreda   | 1955-1956 1954-1955 1953-1954 | PLN              |